# Zinkklorid
Zinkklorid er et salt af zink og klor med formlen ZnCl2.

## Egenskaber
Zinkklorid er hygroskopisk og optræder i fire forskellige krystalstrukturer. Hvis smeltet zinkklorid nedkøles hurtigt, er det amorft. Det har et for salte ret lavt smeltepunkt og er letopløseligt i vand. Det danner fire hydrater: 1, 1½, 2½, 3 og 4.
Når ammoniak ledes gennem en opløsning af zinkklorid, dannes forbindelsen Zn(NH3)2Cl2 (zinkammoniumklorid). Det er et salt, hvor Zn(NH3)22+ er kation og Cl– er anion.

## Fremstilling
Zinkklorid fremstilles industrielt ved at behandle zinkblende med saltsyre.
{\displaystyle {\rm {ZnFeS_{2}+4\ HCl\rightarrow ZnCl_{2}+FeCl_{2}+2\ H_{2}S}}}
Da zinkblende også indeholder jernsulfid (FeS), som omdannes til jernklorid, så skal opløsningen renses for jern. Det gøres ved at oksidere jern(II)klorid til jern(III)klorid ved hjælp af klorgas. Jern(III)klorid oksideres derpå af vandet til jern(III)oksid, som udfældes med saltsyre.
{\displaystyle {\rm {2\ FeCl_{2}+Cl_{2}+3\ H_{2}O\rightarrow Fe_{2}O_{3}+6HCl}}}
Til laboratoriebrug er det enklere at fremstille zinkklorid direkte fra metallisk zink og saltsyre.
{\displaystyle {\rm {Zn+2\ HCl\rightarrow ZnCl_{2}+H_{2}}}}

## Anvendelse
- Zinkklorid anvendes sammen med ammoniumklorid (NH4Cl) i flusmidler.
- Det anvendes også som katalysator i mange reaktioner inden for den organiske kemi.
- En zinkkloridoplsøning stærkere end 64% kan opløse stivelse, cellulose og silke og anvendes inden for tekstilindustrien til at rense kunstfibre.
- En blanding af zinkoxid og hexakloretan anvendes i militære røggranater. Røgen består af zinkklorid.

{\displaystyle {\rm {3\ ZnO+C_{2}Cl_{6}\rightarrow 3\ ZnCl_{2}+CO_{2}+CO}}}